# Wunderpus photogenicus
Wunderpus · pieuvre photogénique, merveilleuse pieuvre photogénique
Genre
Espèce
La pieuvre photogénique (Wunderpus photogenicus littéralement la « merveilleuse pieuvre photogénique ») est une espèce d'octopode. C'est la seule espèce du genre Wunderpus.

## Description et caractéristiques
C'est une espèce grêle, avec un manteau fin et allongé pourvu d'yeux très érigés. Le corps est rougeâtre, taché et annelé de blanc, capable de changer de couleur, de forme et d'aspect. Cette espèce est parfois confondue avec le proche Thaumoctopus mimicus. 

## Galerie

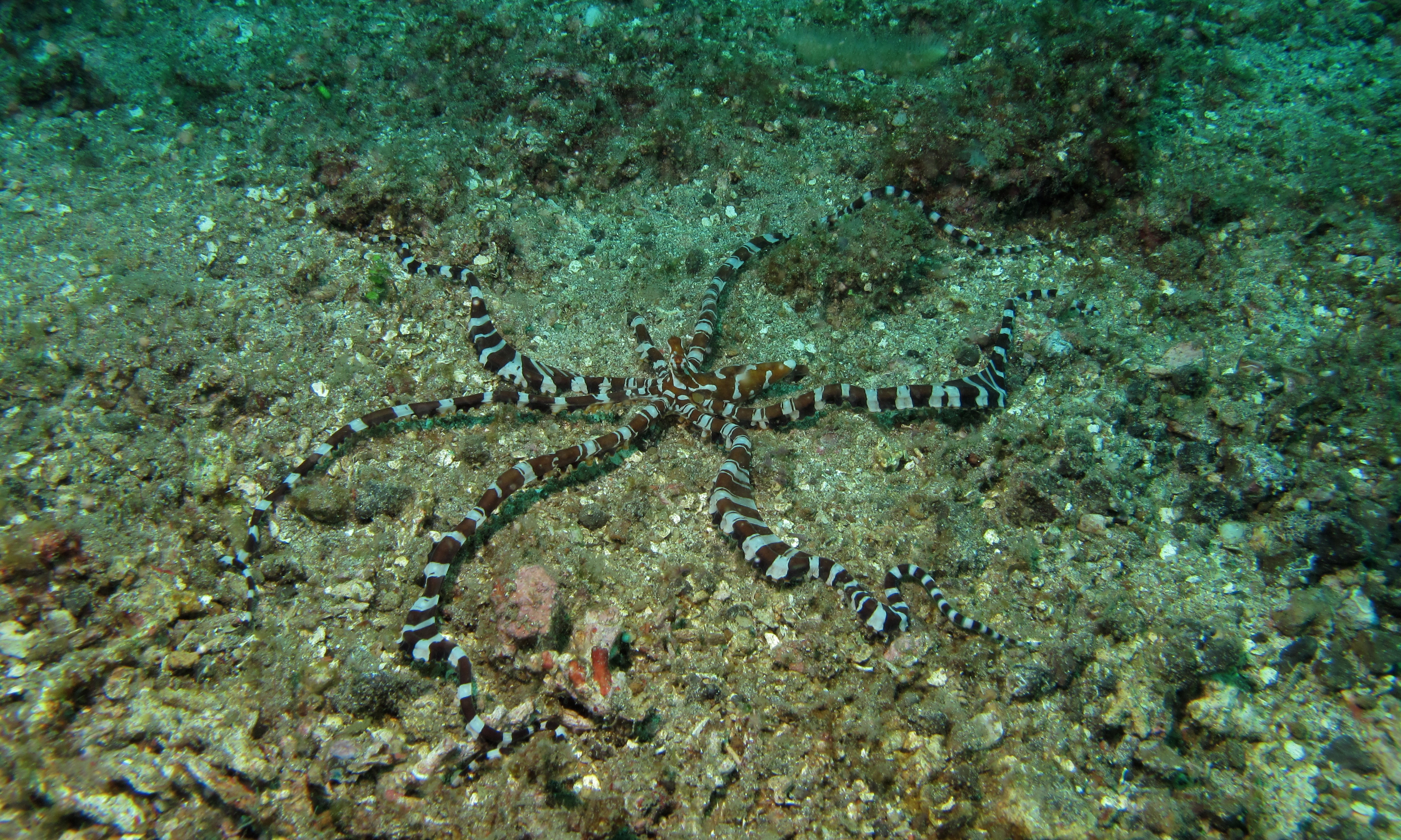
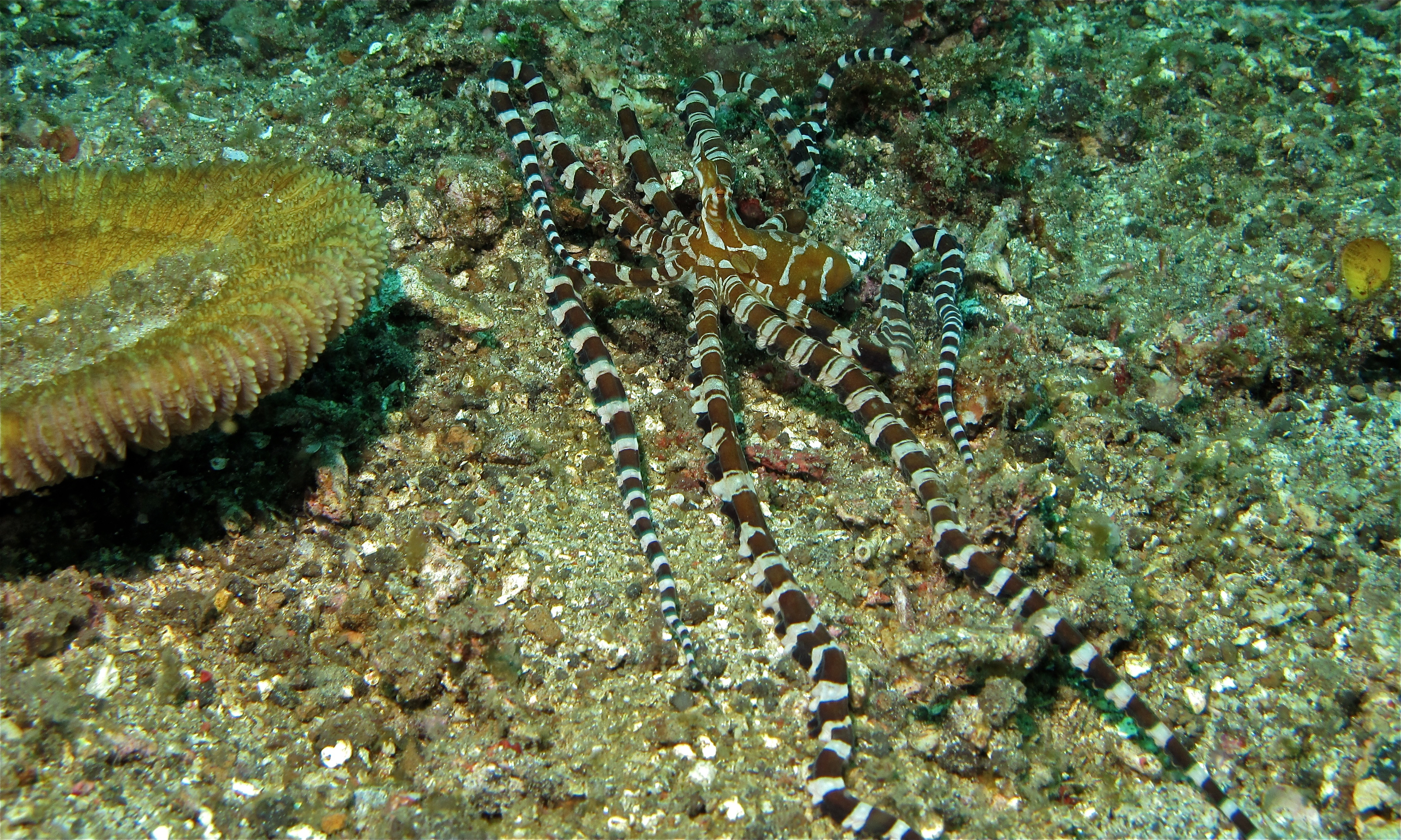
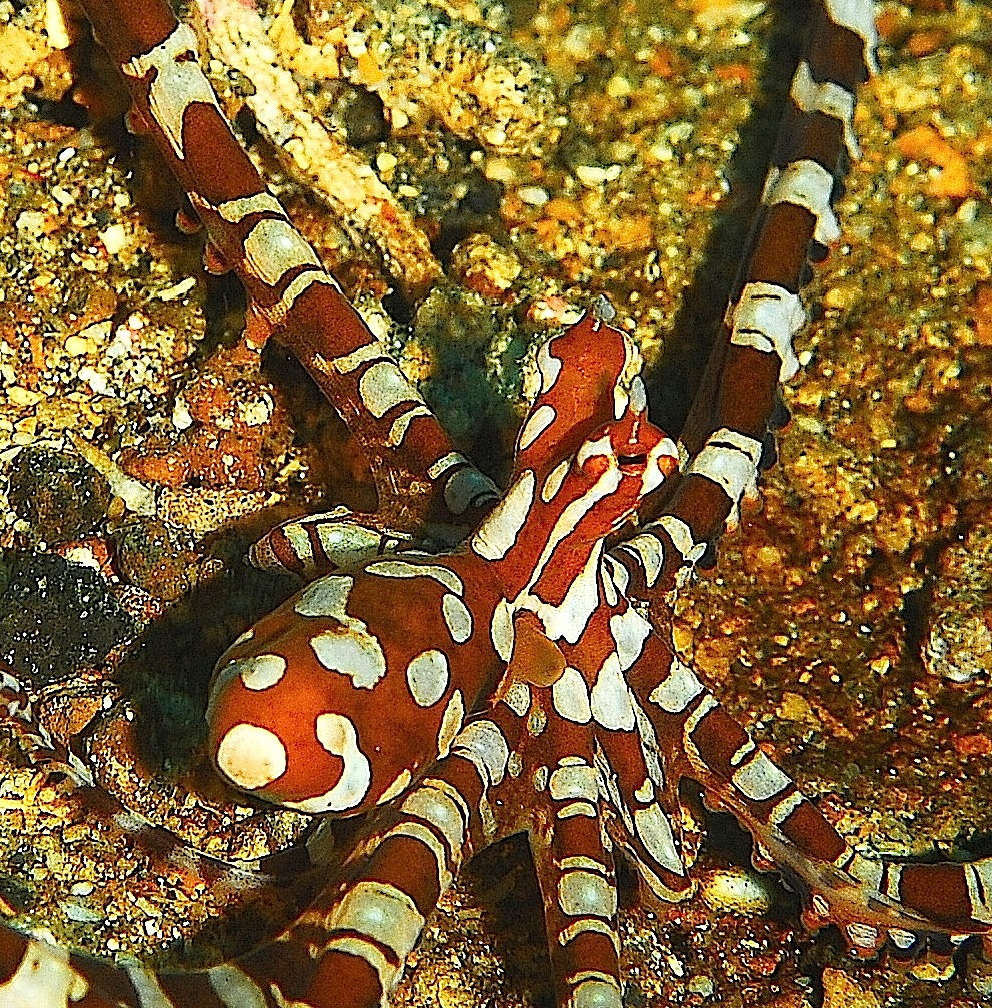

## Habitat et répartition
On trouve cette espèce sur des substrats détritiques dans les eaux chaudes de l'Océanie, notamment la région indo-malaise. 

### Publication originale
- Hochberg, F.G., M.D. Norman & J. Finn 2006. Wunderpus photogenicus n. gen. and sp., a new octopus from the shallow waters of the Indo-Malayan Archipelago (Cephalopoda: Octopodidae). Molluscan Research 26(3): 128–140. ISSN 1323-5818.

### Référence taxonomiques
- (en) WoRMS : espèce Wunderpus photogenicus Hochberg, Norman & Finn, 2006
- (fr) SeaLifeBase : espèce Wunderpus photogenicus  Hochberg, Norman & Finn, 2006 (+ noms communs)
- (en) Catalogue of Life : Wunderpus photogenicus Hochberg, Norman & Finn, 2006 (consulté le 17 décembre 2020)
- (en) BioLib : Wunderpus photogenicus  Hochberg, Norman & Finn, 2006
- (en) NCBI : Wunderpus photogenicus (taxons inclus)